# Хорватське державне право
Хорватське державне право (хорв. Hrvatsko državno pravo), іноді також хорватське історичне право (хорв. Hrvatsko povijesno pravo) або хорватське природне право (хорв. Hrvatsko prirodno pravo) — поняття на позначення сукупності історичних і державно-правових фактів, на які спирається прагнення хорватського народу до збереження національної самостійності та досягнення територіальної єдності хорватських земель, спочатку в рамках Габсбурзької монархії, а потім і в наступних історичних обставинах. У деякі історичні періоди ідеями хорватського державного права будуть зловживати як хорватські експансіоністські течії, так і ті, хто бажає посіяти удавані великохорватські прагнення серед представників хорватського народу. Основні моменти хорватського державного права згодом знайшли відображення в основоположних засадах Конституції Республіки Хорватія.